# Пярну (муниципалитет)
Пя́рну (эст. Pärnu linn) — муниципалитет  в уезде Пярнумаа, Эстония. Административный центр — Пярну. Официальное название самоуправления как общественно-правового юридического лица — город Пярну. 

## История
Муниципалитет был образован 1 ноября 2017 года, когда в ходе административной реформы местных самоуправлений произошло объединение Пярну и волостей Аудру, Пайкузе и Тыстамаа. Волостная управа Тыстамаа не согласилась добровольно объединиться с Пярну и обжаловала это решение в Верховном суде Эстонии, но проиграла.
Площадь созданного в ходе административной реформы самоуправления составляет 858,07 км².
В состав муниципалитета Пярну входят 3 волостных района: Аудру, Пайкузе и Тыстамаа.

## Символика

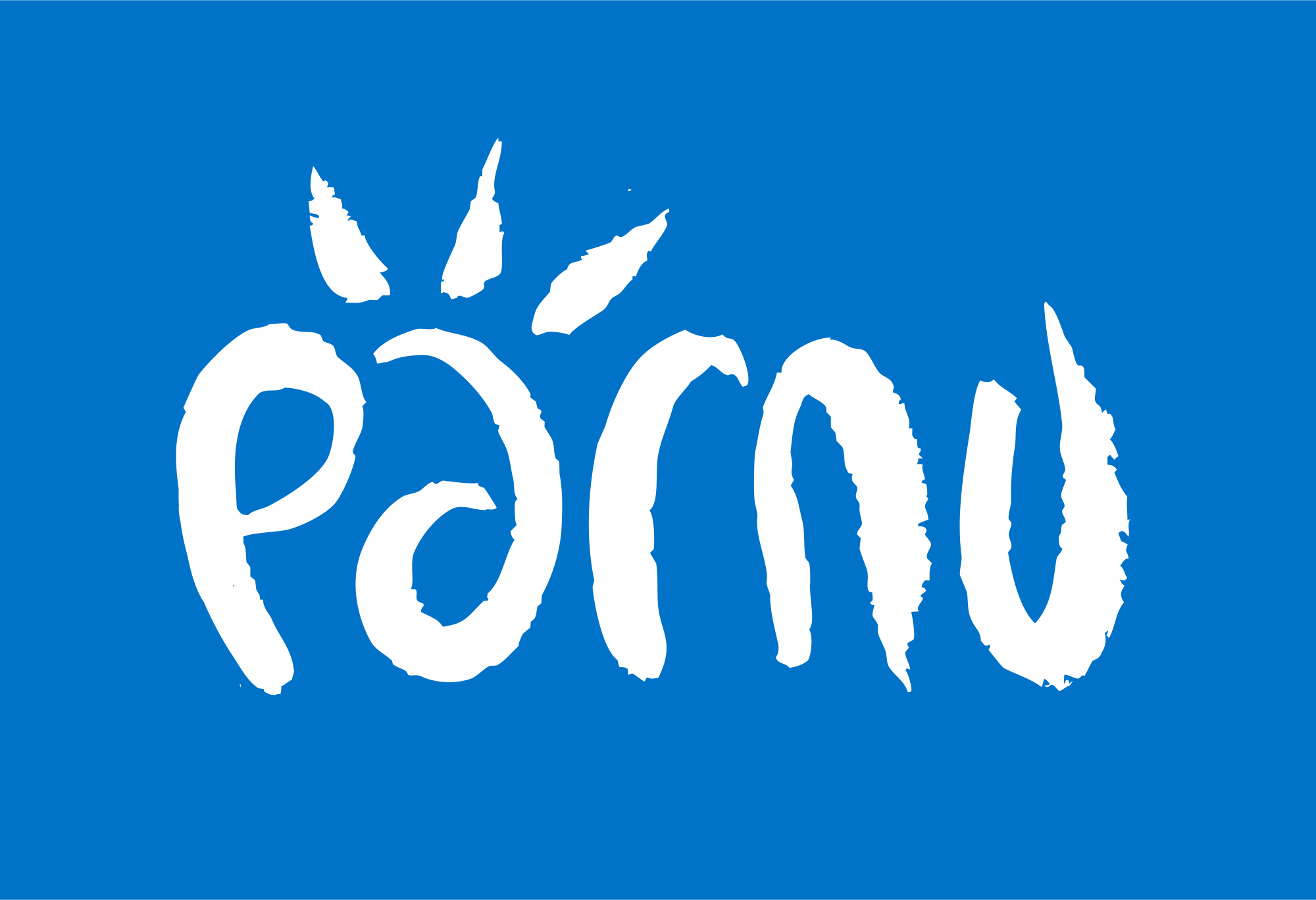
Лого муниципалитета Пярну

Герб: на синем щите в углу в выходящей из серебряного облака руке в красном рукаве золотой латинский крест и золотой ключ. Утверждён 1 октября 1992 года решением Пярнуского горсобрания.
Первый герб Пярну, прообраз нынешнего герба, был утверждён 4 октября 1788 года.
Флаг: на синем поле белый скандинавский крест. Соотношение ширины и длины флага 9:14, нормальный размер 1050×1630 мм.
Логотип: изображение слова Pärnu. Выступает в качестве знака и названия. Утверждён решением горсобрания Пярну 22 апреля 2016 года.

## Населённые пункты
Населённые пункты муниципалитета Пярну: 
- город Пярну,
- 2 городских посёлка: Пайкузе и Лавассааре,
- 2 сельских посёлка: Аудру и Тыстамаа,
- 49 деревень: Ахасте, Алу, Арувялья, Валгеранна, Васкряэма, Вярати, Йыыпре, Кабристе, Кастна, Кавару, Кихлепа, Кирасте, Кыйма, Кыпу, Кярбу, Лао, Лемметса, Лийва, Линди, Лиу, Лыука, Малда, Мания, Маркса, Мянникусте, Оара, Папсааре, Пеэрни, Поотси, Пыхара, Пылдеотса, Пылендмаа, Пяракюла, Раммука, Раннику, Ридалепа, Саари, Саулепа, Селисте, Сельяметса, Силла, Соэва, Соомра, Таммуру, Туурасте, Тыхела, Тылли, Эассалу, Эрмисту.

## Население
Число жителей на 1 января каждого года по данным Департамента статистики:
| Год  | 2015   | 2016     | 2017     | 2018     | 2019     | 2020     | 2021     | 2022     |
| ---- | ------ | -------- | -------- | -------- | -------- | -------- | -------- | -------- |
| Чел. | 50 946 | ↘ 50 697 | ↘ 50 450 | ↘ 50 403 | ↗ 50 643 | ↗ 50 914 | ↘ 50 639 | ↗ 51 209 |

Число жителей муниципалитета Пярну по данным Регистра народонаселения:
| Год  | 31.10.2017 | 01.01.2020 | 01.01.2021 | 01.01.2022 |
| ---- | ---------- | ---------- | ---------- | ---------- |
| Чел. | 51 655     | ↘ 51 504   | ↘ 51 334   | ↘ 50 934   |

## Статистика
Данные Департамента статистики:
- число жителей в 2021 году — 50 639[15]; плотность населения — 59 чел/км²;
- число живорождённых детей в 2020 году — 468;
- средняя брутто-зарплата работника в месяц в 2020 году — 1201,8 евро;
- число безработных по состоянию на декабрь 2021 года — 1685.

## Города-побратимы
Города-побратимы муниципалитета Пярну:
| - Литва, Шяуляй - Латвия, Елгава - Норвегия, Гран - Швеция, Хельсингборг | - Швеция, Сёдертелье - Швеция, Оскарсхамн - Финляндия, Вааса - Дания, Хельсингёр | - Венгрия, Шиофок - США, Оушен-Сити - США, Портсмут |